# Ovid S. Crohmălniceanu
Ovid S. Crohmălniceanu (né Moise Cahn ou Cohn; le 16 août 1921, à Galați, en Roumanie et décédé le 27  ou le 28 avril 2000, à Berlin]) était un critique littéraire et écrivain de science-fiction roumain d'origine juive.

## Biographie
C'était le fils de Lazăr Cohn et de Estera, née Leibovici. Il épousa la petite-fille du linguiste Heimann Hariton Tiktin. Son pseudonyme littéraire Crohmălniceanu (à partir de Krochmal) fut trouvé par le traducteur Iosif C. Mătăsaru, père de Nina Cassian.
Après des études secondaires dans sa ville natale, il étudia à l'université Polytechnique de Bucarest, mais dut interrompre ses études en 1940. En 1944, il les reprit et obtint un diplôme d'ingénieur en génie civil en 1947.
Après la deuxième guerre mondiale, il occupa plusieurs postes dans les magazines littéraires Contemporanul [Le Contemporain], Viața Românească [La Vie roumaine], România Literară [La Roumanie littéraire] et chez Editura Didactică și Pedagogică [Les éditions didactiques et pédagogiques] avant d'entrer dans le monde universitaire et d'obtenir un poste de professeur à la faculté de langue et littérature roumaines à l'université de Bucarest.
Pendant les deux décennies suivant la deuxième guerre mondiale, il promut le réalisme socialiste éreintant toute liberté que les écrivains aurait osé prendre en tant que «réminiscences de la pensée bourgeoise influencées par les cercles réactionnaires de l'Ouest.»  Mais il est aussi parmi ceux qui jouèrent un rôle majeur dans la remise à l'ordre du jour de Tudor Arghezi et Lucian Blaga après leur marginalisation.
Durant sa dernière décennie en Roumanie avant d'émigrer en Allemagne en 1992, il a soutenu beaucoup de jeunes écrivains et les a encouragés à suivre une autre route que celle du nationalisme communiste.
Le nom de son épouse était Ruth.
Il décéda dans la nuit du 27 au 28 avril 2000.

## Activité de critique
En 1944 il débuta dans la revue Ecoul [L'écho] avec un article sur le poète américain Vachel Lindsay (ami de Carl Sandburg ou Edgar Lee Masters). Entre 1947 et 1951 il dirigea le Contemporanul et puis, à partir de 1971, durant vingt ans le Cenaclul de proză Junimea [Le cénacle de prose Junimea] fréquenté par les noms les plus connus de la génération '80 parmi lesquels Gheorghe Crăciun, Mircea Cărtărescu, Ioan Mihai Cochinescu, George Cușnarencu, Mircea Nedelciu, Sorin Preda.

## Œuvres de fiction
Le lecteur francophone peut découvrir deux de ses textes, traduits en français par Andrée Fleury dans l'anthologie Les meilleures histoires de science-fiction roumaine, publiée par Vladimir Colin, avec une introduction d'Ion Hobana en 1975 : Les Autres (p. 131-145) et Une recension scientifique (p. 146-152). Vladimir Colin considère "qu'on perçoit chez lui un écho lointain de Borges".

## Livres
- Cronici și articole [Chroniques et articles](qui inclut[8] les articles suivants : Influența lui Nicolae Bălcescu asupra dezvoltării literaturii noastre, Fragmente din discursul de recepție la Academie al lui I.L Caragiale, Trecutul de lupte al poporului în opera lui M. Sadoveanu, Humorul lui George Topîrceanu, Arta literară a lui Karl Marx, Exagerarea conștientă și problemele tipicului, Maiakovski și câteva probleme ale poeziei, în legătură cu comedia satirică, Cântec despre eroul revoluției de la 1848, Un roman al industrializării socialiste, Nufărul roșu de Petre Luscalov, Cumpăna luminilor roman de N. Jianu, Să se trezească pădurarul de Pablo Neruda), 1953
- Cronici literare [Chroniques littéraires](concernant des œuvres de Silviu Podină, Francisc Munteanu, Remus Luca, Mihai Beniuc, Otilia Cazimir, Tudor Arghezi, Vladimir Colin, Octav Pancu Iași, Mioara Cremene, Maria Banuș, Nina Cassian, Marcel Breslașu, Sergiu Fărcășan, Radu Tudoran, I. M. Ștefan, Radu Nor, Valeriu Emil Galan, Sütó András, Dumitru Micu, Savin Bratu, S. Damian, Lucian Raicu, Marin Preda), 1954
- Liviu Rebreanu, 1954
- Despre originalitate [Sur l'originalité], 1954-1956
- Despre realismul socialist [Sur le réalisme socialiste], 1960
- Tudor Arghezi, 1960
- Lucian Blaga, 1960
- Istoria literaturii române între cele două războaie mondiale [L'histoire de la littérature roumaine entre les deux guerres], 3 volumes., vol I-III, 1967-1975
- Cinci prozatori în cinci feluri de lectură [Cinq prosateurs lus de cinq manières différentes](il s'agit de Mihail Sadoveanu, Liviu Rebreanu, Hortensia Papadat-Bengescu, Camil Petrescu, Mateiu Caragiale), 1984, 1989
- Literatura română și expresionismul [La littérature roumaine et l’expressionnisme], 1971
- Pâinea noastră cea de toate zilele [Notre pain de tous les jours], 1981
- Al doilea suflu [Le Second souffle], chroniques et commentaires en marge du courant littéraire des années '80, 1989
- Alăptat de două mame [Allaité par deux mères], étude critique sur Christian W. Schenk, 1992
- Amintiri deghizate [Souvenirs déguisés], mémoires, 1994
- Cercul Literar de la Sibiu și influența catalitică a culturii germane [Le Cénacle littéraire de Sibiu et l'influence catalytique de la culture allemande], coécrit avec Klaus Heitmann, 2001
- Evreii în mișcarea de avangarda românească [Les Juifs au sein du mouvement culturel roumain d'avant-garde], publication posthume coordonnée par Geo Șerban, 2002
- Antologia poeziei franceze de la Rimbaud până azi [Anthologie de poésie française depuis Rimbaud à nos jours], coécrit avec Ion Caraion

### Science fiction
- Istorii insolite [Histoires insolites], 1980
- Alte istorii insolite [Autres histoires insolites], 1986

### Traductions
- Vatslav Vorovsky: Studii de critică literară [Études de critique littéraire], traduit en roumain en collaboration avec M. Baraz, 1958

### Préfacier
Il a écrit avec grande rigueur logique des préfaces pour des auteurs comme : Cezar Petrescu, Otilia Cazimir, Mihail Sadoveanu, Liviu Rebreanu, Eugen Jebeleanu, Camil Petrescu, Paul Everac, Leon Donici, Felix Aderca, Ady Endre, Guillaume Apollinaire, Camil Baltazar, Maria Banuș, Gerda Barbilian, Alain Bosquet, Demostene Botez, Emil Botta, Radu Boureanu, Ion Brad, Karel Čapek, Nina Cassian, George Călinescu, Ștefan Augustin Doinaș, Georges Duhamel, Maria Filotti, Anatole France, Klaus Heitmann, Jiri Marek, Gellu Naum, Galina Nikolaeva, Al. Philippide, Monica Pillat, Ion Pillat, Marin Preda, Marcel Proust, Adrian Rogoz, H. Bloch, Mircea Cărtărescu.

## Prix obtenus
- Prix de l'Union des écrivains roumains, 1971
- Prix de l'Union des écrivains de Bucarest, 1980